# Vernon Carrington

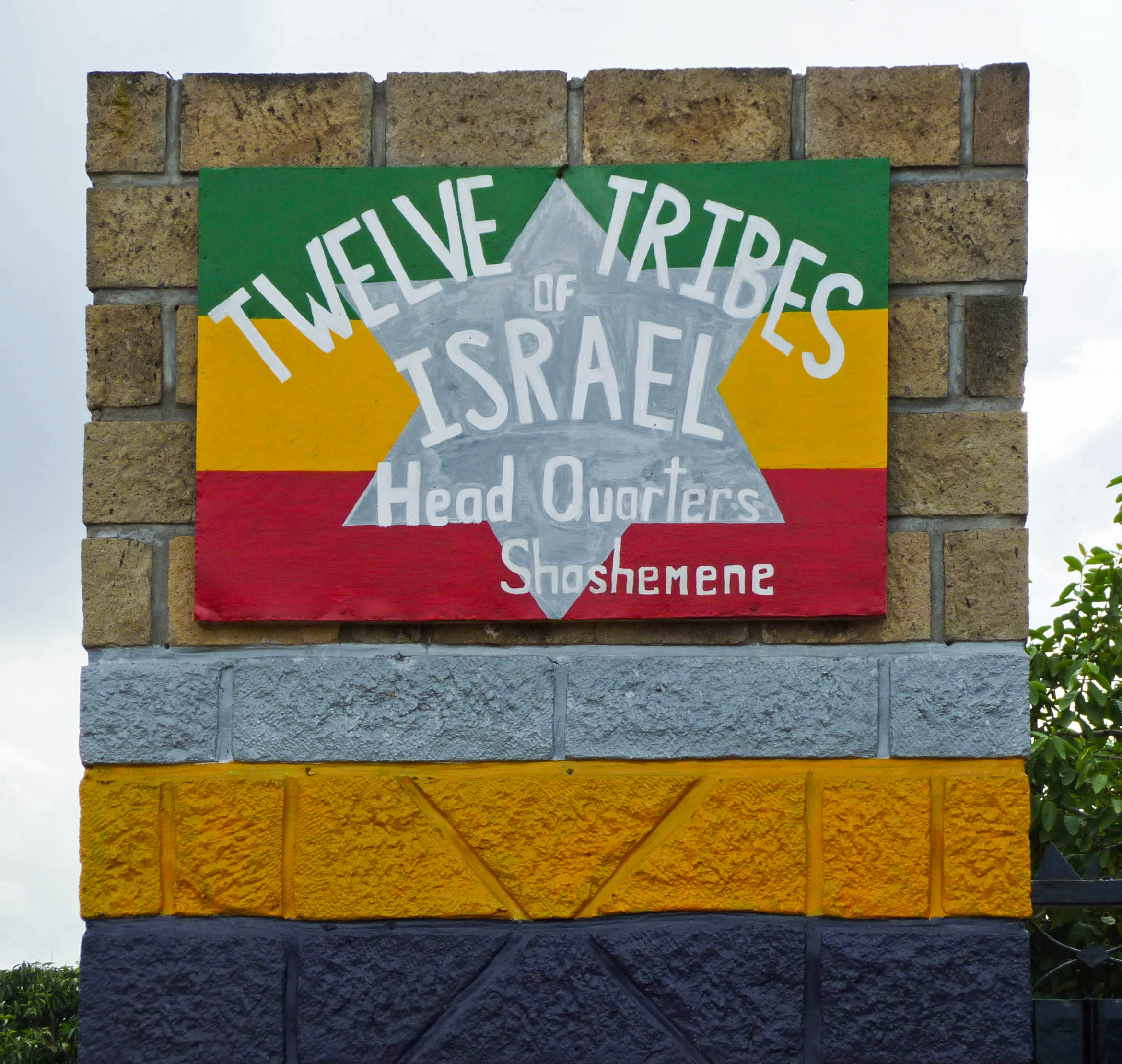
Hauptquartier der Twelve Tribes of Israel in Shashemene, Äthiopien

Vernon Carrington (* 1. November 1936; † 22. März 2005) gründete 1968 die Glaubensbewegung Zwölf Stämme (Twelve Tribes of Israel), einen Zweig der Rastafari-Bewegung, welcher aber nicht mit der gleichnamigen christlichen Glaubensgemeinschaft verwechselt werden darf. Er wurde auch als Prophet Gad bezeichnet.
Die Mitglieder der Zwölf Stämme sehen Carrington als einen Propheten an, der die Rückführung der Rastafari in ihre Heimat Afrika begonnen hat.
Als wesentlicher Wahlspruch wurde von ihm überliefert: „Lesen Sie Ihre Bibel ein Kapitel pro Tag von Genesis 1 bis Offenbarung 22 und finden sie die Wahrheit für sich selbst“.